# Makhadzi

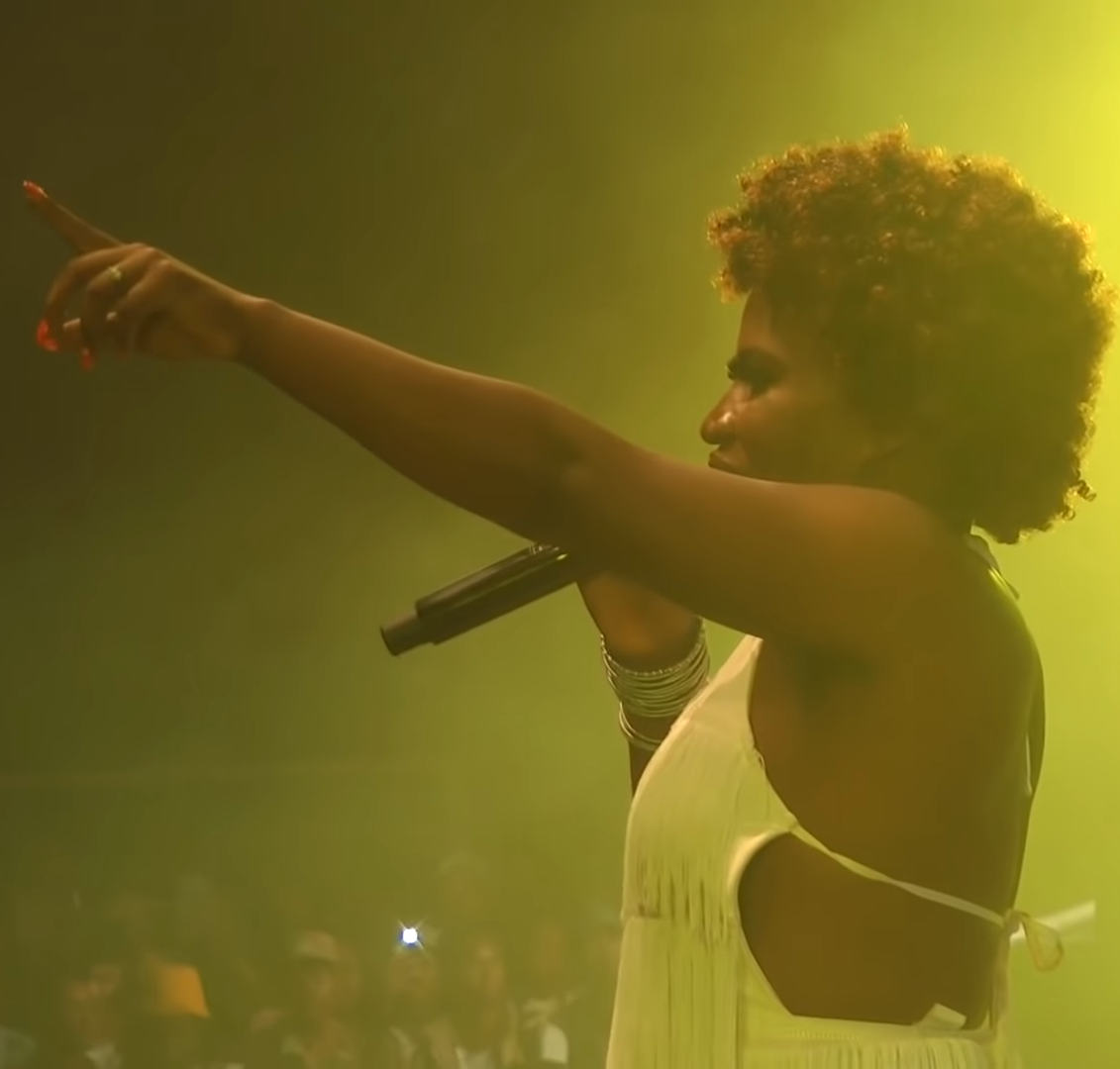
Makhadzi (Februar 2020)

Makhadzi, bürgerlich Ndivhudzannyi Ralivhona (* 30. Juni 1996 in HaMashamba, LM Makhado), ist eine südafrikanische Sängerin, die in einem Dorf der Province of Northern Transvaal (später Limpopo) aufwuchs. Sie begann ihre künstlerische Karriere im Alter von 12 Jahren als Tänzerin, bevor sie eine Musikkarriere als Sängerin verfolgte. Sie ist Venda.

## Leben und Karriere
Makhadzi wurde in einem kleinen Dorf namens HaMashamba bei Elim geboren. Sie absolvierte die 12. Klasse an der Mukula Integrated School und hat ihren Abschluss in Public Relations gemacht und studiert derzeit (2023) Schauspiel.
Im Dezember 2021 startete Makhadzi die Marke Kokovha in Zusammenarbeit mit Kicks Sportwear in der Mall of Africa. Im März 2022 brachte sie ihre Bodylotion-Marke Mavoda auf den Markt.

### Karriere
Ihre Karriere begann im Alter von 13 Jahren, als sie mit Auftritten an Taxiständen Geld verdiente. Im Jahr 2010 trat Makhadzi der Musikgruppe Makhirikhiri als Tänzerin bei.
Kurz nachdem sie mit dem Tanzen aufgehört hatte, begann sie an ihrer Musikkarriere zu arbeiten und veröffentlichte innerhalb der darauffolgenden Jahren drei Studioalben. Am 1. Dezember 2014 erschien ihr viertes Studioalbum Rita Dee. Im Jahr 2015 erhielt sie einen Plattenvertrag bei Rita Dee Entertainment.
Das 2017 veröffentlichte Album Yo Shoma gewann zwei Auszeichnungen für die beste weibliche Künstlerin und Tshivenda Best bei den Fame South African Music Awards.
Ihr Studioalbum Matorokisi wurde am 1. November 2019 veröffentlicht. Das Album erreichte Platz 2 der lokalen iTunes/Apple Music South Africa und blieb drei Tage lang in den Top 5. Im selben Jahr veröffentlichte sie auch ein Lied mit Master KG.
Nachdem sie Rita Dee Entertainment verlassen hatte, unterschrieb Makhadzi einen Plattenvertrag bei Open Mic Productions.
Am 16. Oktober 2020 wurde das Studioalbum Kokovha in Südafrika veröffentlicht, auf welchem unter anderen auch Sho Madjozi zu hören ist. Im August 2021 wurde ihr Album zum meistgestreamten Album auf Apple Music ernannt. Das Album wurde mit einer Goldplakette ausgezeichnet.
Am 5. April 2021 veröffentlichte Makhadzi eine Single „Mjolo“ mit Mlindo the Vocalist, welche Platz 28 der südafrikanischen iTunes-Charts erreichte. Ihre Single „Ghanama“ mit Prinz Benza und King Monada wurde am 7. Juli 2021 veröffentlicht. Das Lied wurde in Südafrika mit Platin ausgezeichnet.
Bei der 6. Verleihung der All Africa Music Awards erhielt sie eine Nominierung als beste Künstlerin Südafrikas.
Pain Ya Jealous wurde am 31. März 2022 veröffentlicht. Die EP wurde in Südafrika mit Gold ausgezeichnet.
Sie trat unter anderem auch in der Morning Show des südafrikanischen Privatfernsehsenders e.tv auf.
Das African Queen 2.0-Album, das aus 22 Tracks besteht, wurde am 11. November 2022 veröffentlicht und erreichte Platz eins in Botswana.

## Diskografie
Veröffentlichte Alben und EPs:
- Shumela Venda (2018)
- Matorokisi (2019)
- Kokovha (2020)
- African Queen (2021)

- Pain Ya Jealous (EP, 2022)